# A440

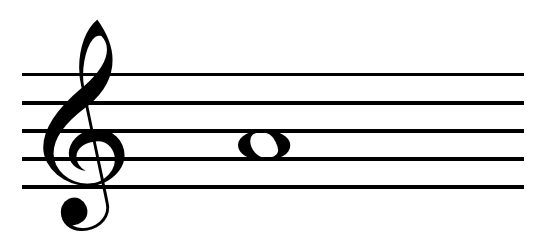
A440.

A440 (ля 440) — международный стандарт (ISO 16) настройки музыкальных инструментов, устанавливающий частоту ноты ля первой октавы равной 440 герц. Впервые повсеместно принять частоту ля первой октавы равной 440 Гц было рекомендовано международной конференцией в 1939 году. В 1955 году это соответствие было закреплено международным стандартом ISO 16.